# Deborah Cox

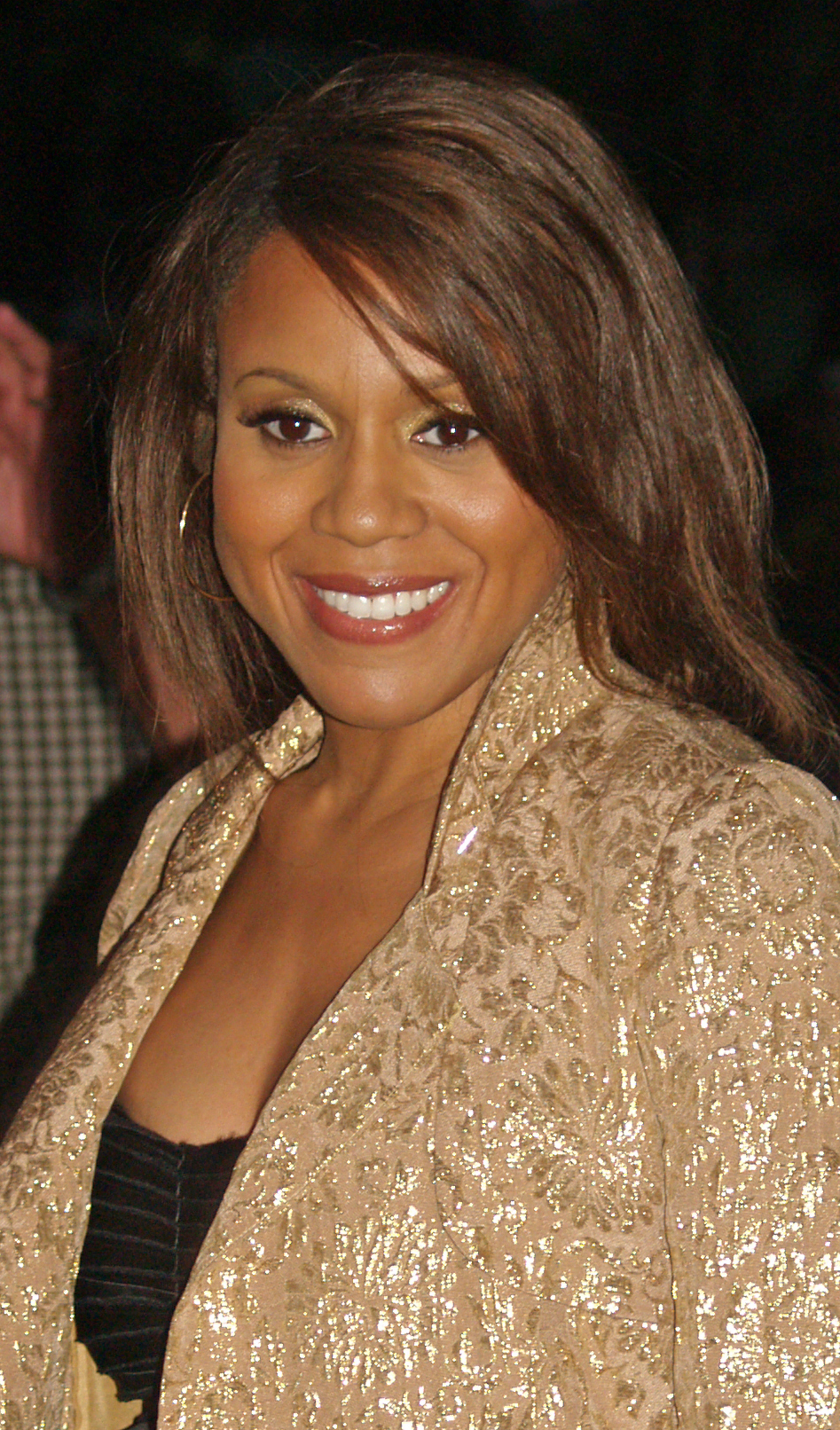
Deborah Cox bei der Mercedes-Benz Fashion Week (2009)

Deborah Cox (* 13. Juli 1974 in Toronto, Ontario) ist eine kanadische Sängerin und gelegentliche Schauspielerin. Sie hatte bislang vor allen Dingen Erfolg in den Bereichen R&B, Pop und Dance. Ihr größter und bekanntester Hit Nobody's Supposed to Be Here stand 1998 weltweit in den Charts.

## Karriere
Deborah Cox, die schon als kleines Kind zu singen begann und an zahlreichen Talentwettbewerben teilnahm, machte erstmals Anfang der 90er Jahre auf sich aufmerksam, als sie für ihre kanadische Kollegin Céline Dion im Background sang. Clive Davis, der in den 80er Jahren bereits Whitney Houston groß rausgebracht hatte, nahm sie für sein damaliges Label Arista unter Vertrag. Mit großem Aufwand wurde das Debüt Deborah Cox produziert, an dem hochkarätige R&B- und Pop-Produzenten und -Songschreiber mitwirkten: Dallas Austin, Daryl Simmons, Babyface oder Diane Warren. Mit den beiden Singles Sentimental und Who Do U Love gelangen der stimmgewaltigen Cox zwei Hits in den internationalen Charts. Das Album erhielt Gold in den USA, blieb aber auf Platz 102 der Charts hängen. In ihrer Heimat wurde die Sängerin mit dem Juno Award, Kanadas höchster Musikauszeichnung, für die beste R&B-Aufnahme geehrt.
Für das nächste Album One Wish ließ sich Cox bis 1998 Zeit. Die darin enthaltene geschmeidige R&B-Ballade Nobody's Supposed to Be Here verhalf Cox zu einem echten Superhit, als sich die Single Ende des Jahres in den USA auf Platz 2 der Billboard Hot 100 und Platz 1 der R&B-Charts platzierte. 14 Wochen hielt sie die Spitzenposition inne, was seinerzeit einen Rekord bedeutete, der erst 2005 von Mariah Carey (We Belong Together) ebenfalls erreicht und 2006 von Mary J. Blige (Be Without You) gebrochen wurde. Ein Dance-Mix dieser Aufnahme war ebenfalls sehr erfolgreich, platzierte sich auf Platz der amerikanischen Dance-Charts und wurde auch in Europa zur Kenntnis genommen. Die Single verkaufte sich über eine Million Mal und erhielt dafür Platin, genau wie das Album One Wish, obwohl es sich nicht sonderlich hoch in den amerikanischen Album-Charts platzierte. Mit We Can't Be Friends (Duett mit R. L. Huggar von Next) einen weiteren Top-10-Hit ab, der Gold erreichte. Clive Davis' hohe Erwartungen, eine neue Whitney Houston zu platzieren, erfüllten sich zwar nicht, dennoch nahm er Cox 2000 mit auf sein neu gegründetes Label J Records.
Noch im selben Jahr erschien das Lied Same Script, Different Cast, ein Duett von Cox und Houston, das ebenfalls nur mäßigen Erfolg hatte (Platz 70 in den USA). Für den Soundtrack zu Dr. Dolittle 2 steuerte Cox 2001 den Song Absolutely Not bei – erneut Platz 1 der US-Dance-Charts. Die anschließende CD The Morning After (2002) platziere sich anfangs zwar gut in den USA, da aber die dazugehörigen Singles, bis auf die Dance-Charts, keine großen Erfolgen waren, ließ auch das Interesse am Album schnell wieder nach.
Zahlreiche Singles wurden in den folgenden Jahren veröffentlicht, die Cox weiterhin als Dance-Sängerin etablierten. Außerdem gab sie 2004 in dem Elton-John/Tim-Rice-Musical Aida ihr Debüt am Broadway. Mit ihrem vierten Album Destination Moon unternahm sie eine überraschende Richtungsänderung: Das Jazz-Werk wurde als Tribut an die legendäre Sängerin Dinah Washington konzipiert. Die Kritiken waren gemischt, so wertete Der Spiegel: „Das Ganze klingt zu glatt und zu satt, zu weit weg vom Blues und zu nah dran an Gala und Showtreppe.“ Dennoch wurde Destination Moon als bestes Jazz-Album für einen Juno Award nominiert.
In dem Film Blood of a Champion spielte sie 2005 die Roller der Sharon. Für den Soundtrack zu Akeelah ist die Größte steuerte Cox 2006 den Song Definition Of Love bei.
Ihr R&B-Comeback feierte Cox Ende 2008 mit The Promise, das sie auf dem eigenen Indie-Label Deco veröffentlichte. Dennoch hatte sie mit der Single Beautiful U R wiederum großen Erfolg in den Dance-Charts: Sie konnte dort ihre zehnte Nummer 1 feiern!
Cox lebt derzeit in Miami, Florida. Sie ist mit ihrem Manager Lascelles Stephens verheiratet. Sie haben drei Kinder: Isaiah (* 2003), Sumayah (* 2006) und Kaila Michelle (* 2009).

## Diskografie

### Studioalben
| Jahr | Titel Musiklabel               | Höchstplatzierung, Gesamtwochen, AuszeichnungChartplatzierungen (Jahr, Titel, Musiklabel, Platzierungen, Wochen, Auszeichnungen, Anmerkungen) | Höchstplatzierung, Gesamtwochen, AuszeichnungChartplatzierungen (Jahr, Titel, Musiklabel, Platzierungen, Wochen, Auszeichnungen, Anmerkungen) | Anmerkungen                              |
| Jahr | Titel Musiklabel               | US | CA | Anmerkungen                              |
| ---- | ------------------------------ | --- | --- | ---------------------------------------- |
| 1995 | Deborah Cox Arista Records     | US102 Gold · (16 Wo.)US | CA— PlatinCA | Erstveröffentlichung: 12. September 1995 |
| 1998 | One Wish Arista                | US72 Platin · (46 Wo.)US | CA— GoldCA | Erstveröffentlichung: 29. September 1998 |
| 2002 | The Morning After J Records    | US38 (8 Wo.)US | — | Erstveröffentlichung: 5. November 2002   |
| 2007 | Destination Moon Decca Records | US175 (1 Wo.)US | — | Erstveröffentlichung: 19. Juni 2007      |
| 2008 | The Promise Deco/Image         | US160 (2 Wo.)US | — | Erstveröffentlichung: 11. November 2008  |

Weitere Alben
- 2003: Remixed (Remixalbum)
- 2004: Ultimate Deborah Cox (Kompilation)
- 2011: S.O.U.L. (Kompilation)
- 2013: Playlist: The Very Best of Deborah Cox (Kompilation)
- 2017: I Will Always Love You (EP)

### Singles
| Jahr | Titel Album                                                                   | Höchstplatzierung, Gesamtwochen, AuszeichnungChartplatzierungen (Jahr, Titel, Album, Platzierungen, Wochen, Auszeichnungen, Anmerkungen) | Höchstplatzierung, Gesamtwochen, AuszeichnungChartplatzierungen (Jahr, Titel, Album, Platzierungen, Wochen, Auszeichnungen, Anmerkungen) | Höchstplatzierung, Gesamtwochen, AuszeichnungChartplatzierungen (Jahr, Titel, Album, Platzierungen, Wochen, Auszeichnungen, Anmerkungen) | Höchstplatzierung, Gesamtwochen, AuszeichnungChartplatzierungen (Jahr, Titel, Album, Platzierungen, Wochen, Auszeichnungen, Anmerkungen) | Anmerkungen                                                              |
| Jahr | Titel Album                                                                   | DE | UK | US | CA | Anmerkungen                                                              |
| ---- | ----------------------------------------------------------------------------- | --- | --- | --- | --- | ------------------------------------------------------------------------ |
| 1995 | Sentimental Deborah Cox                                                       | — | UK34 (3 Wo.)UK | US27 (20 Wo.)US | — | Erstveröffentlichung: 21. September 1995                                 |
| 1996 | Who Do U Love Deborah Cox                                                     | — | UK31 (3 Wo.)UK | US17 (20 Wo.)US | — | Erstveröffentlichung: 15. Januar 1996                                    |
| 1996 | Where Do We Go from Here Deborah Cox                                          | — | — | US48 (14 Wo.)US | — | Erstveröffentlichung: 17. Juni 1996                                      |
| 1996 | The Sound of My Tears Deborah Cox                                             | — | — | US97 (4 Wo.)US | — | Erstveröffentlichung: 25. November 1996                                  |
| 1997 | Things Just Ain’t the Same One Wish                                           | — | — | US56 (17 Wo.)US | — | Erstveröffentlichung: 3. Juni 1997                                       |
| 1998 | Nobody’s Supposed to Be Here One Wish                                         | DE51 (9 Wo.)DE | UK55 (1 Wo.)UK | US2 Platin · (29 Wo.)US | CA8 (20 Wo.)CA | Erstveröffentlichung: 15. September 1998                                 |
| 1999 | It’s Over Now One Wish                                                        | — | UK49 (1 Wo.)UK | US70 (6 Wo.)US | — | Erstveröffentlichung: 4. Mai 1999                                        |
| 1999 | We Can’t Be Friends One Wish                                                  | — | — | US8 Gold · (20 Wo.)US | — | Erstveröffentlichung: 14. September 1999 feat. R.L.                      |
| 2000 | Same Script, Different Cast The Greatest Hits                                 | — | — | US70 (9 Wo.)US | — | Erstveröffentlichung: 10. Oktober 2000 Whitney Houston feat. Deborah Cox |
| 2004 | Something Happened on the Way to Heaven Urban Renewal (Songs of Phil Collins) | — | — | US95 (1 Wo.)US | — | Erstveröffentlichung: November 2003                                      |
| 2008 | Beautiful U R The Promise                                                     | — | — | — | CA— PlatinCA | Erstveröffentlichung: September 2008                                     |

Weitere Singles
- 1996: It Could’ve Been You
- 1996: Just Be Good to Me
- 2000: September
- 2000: I Never Knew
- 2001: Absolutely Not
- 2002: Up & Down (In & Out)
- 2002: Mr. Lonely
- 2003: Play Your Part
- 2003: The Morning After
- 2004: Easy As Life

## Auszeichnungen für Musikverkäufe
| Goldene Schallplatte - Australien - 1997: für die Single Who Do You Love |

Anmerkung: Auszeichnungen in Ländern aus den Charttabellen bzw. Chartboxen sind in ebendiesen zu finden.
| Land/RegionAuszeichnungen für Musikverkäufe (Land/Region, Auszeichnungen, Verkäufe, Quellen) | Gold     | Platin     | Verkäufe  | Quellen         |
| -------------------------------------------------------------------------------------------- | -------- | ---------- | --------- | --------------- |
| Australien (ARIA)                                                                            | Gold1    | —          | 35.000    | aria.com.au     |
| Kanada (MC)                                                                                  | Gold1    | 2× Platin2 | 190.000   | musiccanada.com |
| Vereinigte Staaten (RIAA)                                                                    | 2× Gold2 | 2× Platin2 | 3.000.000 | riaa.com        |
| Insgesamt                                                                                    | 4× Gold4 | 4× Platin4 |           |                 |